# Cicatrion calidum
Cicatrion calidum är en skalbaggsart som beskrevs av Martins och Dilma Solange Napp 1986. Cicatrion calidum ingår i släktet Cicatrion och familjen långhorningar. Inga underarter finns listade i Catalogue of Life.